# Bona Nova
Bona Nova – rodzina fontów pochodząca od zdigitalizowanego kroju pisma Bona, zaprojektowanego w 1971 roku przez polskiego projektanta, twórcę polskich banknotów, Andrzeja Heidricha, a odlanego w 1977 roku przez Odlewnię Reichardt. Digitalizację przeprowadził Mateusz Machalski. 

## Historia
W wyniku projektu digitalizacyjnego, oprócz nadania Bonie cyfrowej formy, poszerzono istniejący zestaw znaków, opracowano kapitaliki, znaki alternatywne oraz wiele funkcji zecerskich. We współpracy z autorem, oprócz digitalizacji oryginalnej czcionki w odmianie kursywy, powstały dwie nowe odmiany dziełowe: regular (standardowa) oraz bold (pogrubiona). Dzięki temu nadano Bonie formę klasycznej triady. 
Po tych pracach kroje otrzymały rozszerzony zestaw znaków łacińskich z ponad 1000 glifów, w tym kapitalikami, dużą ilością ligatur, wieloma zestawami figurek i ornamentami. Całość dopełniło sześć odmian displayowych: trzy odmiany konturowe Bona Sforza i trzy odmiany tytułowe Bona Title o wysokim kontraście. Od 2019 Bona Nova została rozszerzona o nowe alfabety: Cyrylicę, IPA, Grekę, Wietnamski, Arabski oraz Hebrajski. 
Całość składa się z 1367 znaków i 2127 glifów.

## Udostępnienie
Rodzina krojów pisma jest dystrybuowana na otwartej licencji na platformie Google Fonts oraz na innych popularnych platformach jak MyFonts czy repozytorium npm dla użycia czcionki w interfejsach aplikacji. 

## Nagrody
Projekt digitalizacyjny otrzymał nagrodę The Best of Design 2018 przyznaną przez Klub Twórców Reklamy.